# Пухали (Остроленцький повіт)
Пухали (пол. Puchały) — село в Польщі, у гміні Трошин Остроленцького повіту Мазовецького воєводства.
Населення — 49 осіб (2011).
У 1975-1998 роках село належало до Остроленцького воєводства.

## Демографія
Демографічна структура станом на 31 березня 2011 року:
|          | Загалом | Допрацездатний вік | Працездатний вік | Постпрацездатний вік |
| -------- | ------- | ------------------ | ---------------- | -------------------- |
| Чоловіки | 30      | 5                  | 23               | 2                    |
| Жінки    | 19      | 1                  | 12               | 6                    |
| Разом    | 49      | 6                  | 35               | 8                    |